# Petar Perunović

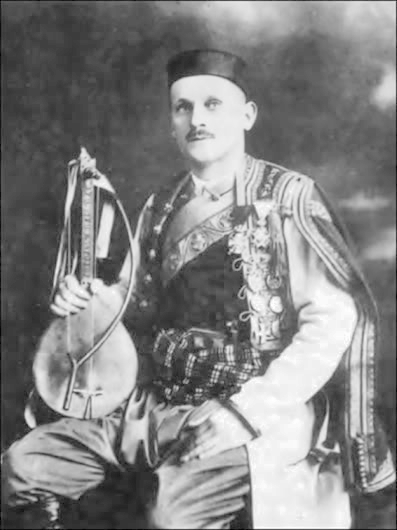
Petar Perunović Perun

Petar Perunović (* 1880 in Drenovstica, Pjesivci, Region Nahije der Banjani in Montenegro; † 10. Juni 1952) wurde als erster Guslar auch einer größeren Weltöffentlichkeit bekannt. Als Guslar in Diensten der serbischen Armee im Ersten Weltkrieg, der den Rückzug der Serben über Albanien nach Korfu an die Salonikifront mit begleitete, wurde er unter den Entente-Soldaten eine lokale Berühmtheit. Daher reiste er noch während des Krieges zum Zwecke der Soldaten-Rekrutierung von Emigranten 1916 in die USA und spielte bei einer weiteren Gelegenheit in Amerika mit seiner Gusle auch vor Nikola Tesla und Mihajlo Pupin. Als Guslar bereiste er selbst noch Alaska und war auch der erste Guslar dessen Liedvorträge auf Schallplatte aufgenommen wurden.

## Leben
Perunović war freiwilliger Teilnehmer aller Kriege seiner Zeit: er kämpfte in den Balkankriegen sowie im Ersten Weltkrieg. Seine Gusle begleitete ihn dabei überall hin. 1914 schlug eine Granate während einer seiner Lieddarbietungen ein, fünf seiner Kameraden wurden dabei getötet. Ein Splitter köpfte dabei den Kopf seiner Gusle. Er sang auch während des Rückzuges über das Prokletija und durch Albanien nach Korfu, wo er vor Prinzregent Alexander I. auftrat.
Perunović reiste zeitlebens. Nachdem er Serbien und Montenegro gequert hatte, traf er 1910 in Sremski Karlovci, Sarajewo, Prag und Sofia sowie 1911 in Zagreb auf. 1912 sang er vor 60.000 Personen auf dem panslawischen Bewegung Sokol bei der Sportveranstaltung Slet in Prag. 1916 bereiste er als Abgesandter der serbischen Regierung die Vereinigten Staaten von Amerika zur Anwerbung Kriegsfreiwilliger.
Nach Gründung des Königreichs der Serben, Kroaten und Slowenen sang er im Kosovo und Dalmatien sowie in Makedonien.
Von 1924 bis 1934 bereiste er wiederum die Vereinigten Staaten, wobei er Tesla und Pupin besuchte, Schallplatten aufnahm und selbst noch Alaska erreichte.
Petar war bei feierlichen Anlässen staatlicher Repräsentation eine gern gesehene Persönlichkeit. Während der Einweihung der Grundmauern des Doms des Heiligen Sava am 1. Mai 1939 beschloss er die feierliche Zeremonie mit einem Vortrag zum Heiligen Sava vor 40.000 Gläubigen, dem Thronfolger Jugoslawiens sowie den höchsten kirchlichen Würdenträgern Serbiens, Bulgariens und Russlands.
Seine Erinnerungen schrieb er in den Memoiren Spomenica nieder. Ein Manuskript Gusle i guslari (dt. Die Gusle und die Guslaren) verbrannte während der Bombardierung von Belgrad am 6. April 1941.
Perunović erhielt zu Kriegsende den Rang eines Hauptmannes Erster Klasse und wurde mit zahlreichen Auszeichnungen geehrt, darunter den Orden des Karađorđe-Sterns.

## Stil
Obwohl Perunović aus dem Herzland des epischen Gesangs stammte, bestand sein Repertoire überwiegend aus von ihm neukomponierten Texten zu aktuellen Ereignissen, die ihn jedoch kaum überlebt haben. Als Grundschullehrer besaß er zudem eine musikalische Grundbildung, die seinen Gesangsstil beeinflusste. Sein Stil war damit modernisiert und durch Adaptionen moderner westlicher Expressionen gekennzeichnet, ohne sich jedoch von der Tradition der Oral poetry innerhalb der südslawischen Heldenliedtradition zu entfernen.